# ТОР «Белогорск»
Территория опережающего социально-экономического развития «Белогорск» — территория в Амурской области России, на которой действует особый правовой режим предпринимательской деятельности. Образована в 2015 году. На начало 2022 года на территории зарегистрировано 6 резидентов, общая сумма заявленных инвестиций составляет 5,4 млрд рублей.

## Развитие территории
ТОР «Белогорск» была создана в 2015 году в соответствии с Постановлением Правительства РФ от 21 августа 2015 года № 875. В 2018 году было выделено финансирование в размере 883 млн рублей на развитие инфраструктуры. В сентябре 2021 года границы территории были расширены в связи с реализацией инвестпроекта по техническому перевооружению элеватора в поселке Серышево.
ТОР «Белогорск» специализируется на сельском хозяйстве и пищевой промышленности. Данное направление связано с преимуществами местного агропромышленного кластера.
За первые пять лет работы, в 2015—2020 гг., ТОР «Белогорск» превысила планируемые показатели эффективности: привлечено более 5 млрд рублей инвестиций (366 % от запланированного), создается более 1000 рабочих мест (326 % от запланированного). Три проекта были введены в работу.

## Маслоэкстракционный завод «Амурский»
Крупнейшим резидентом ТОР «Белогорск» является ООО "МЭЗ «Амурский», в рамках проекта которого был построен маслоэкстракционный завод.
Первая очередь завода была введена в эксплуатацию в рамках III Восточного экономического форума осенью 2017 года. Вторая очередь была запущена в декабре 2019 года с открытием цеха по производству соевого белкового изолята с содержанием белка 90 % (объемы выпуска в год: 10 тысяч тонн соевого изолированного белка, 5,6 тонны соевой клетчатки). Созданное в целях импортозамещения, производство стало первым в России.
МЭЗ «Амурский» является крупнейшим на Дальнем Востоке предприятием по глубокой переработке сои и зерновых культур (шрот, лецитин, соевая обезжиренная мука, полнорационные комбикорма, концентраты, кормосмеси). По состоянию на конец 2021 года завод ежегодно выпускает более 300 тыс. тонн продукции, перерабатывая 240 тыс. тонн сои.

## Прочие проекты
Среди прочих резидентов ТОР «Белогорск» — ООО «БелХлеб», ООО «Амурэкоресурс», ООО «Спецтех», ООО «Крепость», ООО «Международное деловое единство».
ООО «БелХлеб» построило комбинат по производству хлебобулочных и кондитерских изделий. ООО «Амурэкоресурс» запустило комплекс по переработке промышленных отходов. ООО «Спецтех» открыла цех по производству литых гусениц и звеньев. ООО «Крепость» создает предприятие по производству облицовочного кирпича. ООО «Международное деловое единство» строит завод по производству OSB-фанеры.